# Hyalorbilia
Hyalorbilia Baral & G. Marson – rodzaj workowców.

## Charakterystyka
Grzyby tworzące niewielkie, płaskie, tarczkowate, siedzące, lub na krótkich i grubych trzonkach. Ekscypulum zbudowane z komórek typu textura prismatica. Worki i wstawki zatopione w żelatynowej substancji. Worki bez trzonu, wyrastające z pastorałek, askospory homopolarne z ciałami zarodnikowymi w pobliżu końców, wstawki o lekko napęczniałych końcach. Jeden z gatunków (Hyalorbilia olivoparasticica) pasożytuje na jajach nicieni.

## Systematyka i nazewnictwo
Pozycja w klasyfikacji według Index Fungorum: Orbiliaceae, Orbiliales, Orbiliomycetidae, Orbiliomycetes, Pezizomycotina, Ascomycota, Fungi.
Gatunki występujące w Polsce:
- Hyalorbilia berberidis (Velen.) Baral 2001
- Hyalorbilia fagi E. Weber, Baral & J.W. Guo 2020
- Hyalorbilia helicospora Baral & G. Marson 2020
- Hyalorbilia herbicola Baral, Priou & Perz 2020
- Hyalorbilia inflatula (P. Karst.) Baral & G. Marson 2001
- Hyalorbilia juliae (Velen.) Baral, Priou & G. Marson 2005
- Hyalorbilia latispora Baral, G. Marson & P. Perz 2020
- Hyalorbilia polypori (Velen.) Baral & E. Weber 2014
- Hyalorbilia resinae Baral 2020
- Hyalorbilia subfusispora Baral, G. Marson & P. Perz 2020
- Hyalorbilia tortuosa Baral, E. Weber, Y.C. Su & M.L. Wu 2020

Nazwy naukowe według Index Fungorum. Wykaz gatunków według internetowej bazy danych.